# Aloe serrulata
Aloe serrulata é uma espécie de liliopsida do gênero Aloe, pertencente à família Asphodelaceae.